# Радивој Јосић
Радивој Јосић (1889 — 1960) је био српски православни теолог и професор Богословског факултета и изузетно истакнута личност тог времена.
Рођен је у Великој Врбници код Крушевца у свештеничкој породици. Након основног школовања завршава Богословију у Београду а потом одлази у Швајцарску где започиње високо образовање на Старокатоличком теолошком факултету у Берну, које наставља на Православном теолошком факултету у Черновцима (Буковина). Студије је завршио 1914. године.
По завршетку студија постављен је за суплента Призренске богословско-учитељске школе. Од 1922. је суплент Богословије „Св. Сава“ у Београду а потом и у Сремским Карловцима где га затиче избор у звање доцента новоснованог БФ у Београду. Иако је имао велико интересовање за патрологију и историју цркве, због потреба факултета предавао је апологетику, што је у великој мери одредило његов каснији теолошки рад. На факултету је предавао 36 година.
Написао је између осталог и следеће радове: Јермени и њихово најновије страдање за Христа, Уједињење Православне и Римокатоличке Цркве, Хришћанска религија и песимизам, Доказивање духа и силе, итд.
Један од 44 српских теолога који су студирали на Старокатоличком теолошком факултету Универзитета у Берну, међу којима је био и владика Николај Велимировић.